# Джанні Рівера
Джа́нні Ріве́ра (італ. Gianni Rivera; нар. 18 серпня 1943, Алессандрія) — колишній італійський футболіст, півзахисник. Володар Золотого м'яча найкращого футболіста Європи 1969 року. Включений до переліку «100 найкращих футболістів світу», складеного у 2004 році на прохання ФІФА легендарним Пеле. 2000 року ввійшов до переліку найкращих польових гравців XX століття, складеного Міжнародною федерацією футбольної історії і статистики (займає останнє місце серед 20-ти обраних до переліку футболістів).
По завершенні ігрової кар'єри — спортивний функціонер, до 1986 року займав позицію віце-президента у клубі «Мілан». Згодом розпочав політичну кар'єру, був членом Італійського парламенту, входив до Уряду прем'єр-міністра країни Романо Проді. Протягом 2004–2009 представляв Італію у Європейському Парламенті.

## Клубна кар'єра
Вихованець футбольної школи клубу «Алессандрія». Дорослу футбольну кар'єру розпочав 1958 року в основній команді того ж клубу, в якій провів два сезони, взявши участь у 26 матчах чемпіонату.
1960 року перейшов до клубу «Мілан», за який відіграв 19 сезонів. Більшість часу, проведеного у складі «Мілана», був основним гравцем команди. За цей час тричі виборював титул чемпіона Італії, ставав володарем Кубка Італії (чотири рази), володарем Кубка чемпіонів УЄФА (двічі), володарем Кубка Кубків УЄФА (двічі), володарем Міжконтинентального кубка. Завершив професійну кар'єру футболіста виступами за команду «Мілан» у 1979 році.

## Виступи за збірну
1962 року дебютував в офіційних матчах у складі національної збірної Італії. Протягом кар'єри у національній команді, яка тривала 13 років, провів у формі головної команди країни 60 матчів, забивши 14 голів. У складі збірної був учасником чемпіонату світу 1962 року у Чилі, чемпіонату світу 1966 року в Англії, чемпіонату Європи 1968 року в Італії, здобувши того року титул континентального чемпіона, чемпіонату світу 1970 року у Мексиці, де разом з командою здобув «срібло», чемпіонату світу 1974 року у ФРН.
| Дата       | Місто           | Господарі         | Результат  | Гості          | Турнір                | Голи | Примітки   |
| ---------- | --------------- | ----------------- | ---------- | -------------- | --------------------- | ---- | ---------- |
| 13/05/1962 | Брюссель        | Бельгія           | 1 – 3      | Італія         | товариський матч      | -    |            |
| 31/05/1962 | Сантьяго        | Італія            | 0 – 0      | ФРН            | ЧС 1962 - 1-й етап    | -    |            |
| 11/11/1962 | Відень          | Австрія           | 1 – 2      | Італія         | товариський матч      | -    |            |
| 02/12/1962 | Болонья         | Італія            | 6 – 0      | Туреччина      | Відбір до ЧЄ 1964     | 2    |            |
| 12/05/1963 | Мілан           | Італія            | 3 – 0      | Бразилія       | товариський матч      | -    |            |
| 09/06/1963 | Відень          | Австрія           | 0 – 1      | Італія         | товариський матч      | -    |            |
| 13/10/1963 | Москва          | СРСР              | 2 – 0      | Італія         | Відбір до ЧЄ 1964     | -    |            |
| 10/11/1963 | Рим             | Італія            | 1 – 1      | СРСР           | Відбір до ЧЄ 1964     | 1    |            |
| 14/12/1963 | Турин           | Італія            | 1 – 0      | Австрія        | товариський матч      | 1    |            |
| 11/04/1964 | Флоренція       | Італія            | 0 – 0      | Чехословаччина | товариський матч      | -    |            |
| 10/05/1964 | Лозанна         | Швейцарія         | 1 – 3      | Італія         | товариський матч      | 1    |            |
| 04/11/1964 | Генуя           | Італія            | 6 – 1      | Фінляндія      | Відбір до ЧС 1966     | 1    |            |
| 05/12/1964 | Болонья         | Італія            | 3 – 1      | Данія          | товариський матч      | -    |            |
| 13/03/1965 | Гамбург         | ФРН               | 1 – 1      | Італія         | товариський матч      | -    |            |
| 18/04/1965 | Варшава         | Польща            | 0 – 0      | Італія         | Відбір до ЧС 1966     | -    |            |
| 27/06/1965 | Будапешт        | Угорщина          | 2 – 1      | Італія         | товариський матч      | -    |            |
| 01/11/1965 | Рим             | Італія            | 6 – 1      | Польща         | Відбір до ЧС 1966     | 1    |            |
| 09/11/1965 | Глазго          | Шотландія         | 1 – 0      | Італія         | Відбір до ЧС 1966     | -    |            |
| 07/12/1965 | Неаполь         | Італія            | 3 – 0      | Шотландія      | Відбір до ЧС 1966     | -    |            |
| 19/03/1966 | Париж           | Франція           | 0 – 0      | Італія         | товариський матч      | -    |            |
| 14/06/1966 | Болонья         | Італія            | 6 – 1      | Болгарія       | товариський матч      | -    |            |
| 22/06/1966 | Турин           | Італія            | 3 – 0      | Аргентина      | товариський матч      | -    |            |
| 29/06/1966 | Флоренція       | Італія            | 5 – 0      | Мексика        | товариський матч      | 2    |            |
| 13/07/1966 | Сандерленд      | Італія            | 2 – 0      | Чилі           | ЧС 1966 - 1-й етап    | -    |            |
| 19/07/1966 | Міддлсбро       | Північна Корея    | 1 – 0      | Італія         | ЧС 1966 - 1-й етап    | -    |            |
| 22/03/1967 | Нікосія         | Кіпр              | 0 – 2      | Італія         | Відбір до ЧЄ 1968     | -    |            |
| 27/03/1967 | Рим             | Італія            | 1 – 1      | Португалія     | товариський матч      | -    |            |
| 25/06/1967 | Бухарест        | Румунія           | 0 – 1      | Італія         | Відбір до ЧЄ 1968     | -    |            |
| 23/12/1967 | Кальярі         | Італія            | 4 – 0      | Швейцарія      | Відбір до ЧЄ 1968     | -    |            |
| 06/04/1968 | Софія           | Болгарія          | 3 – 2      | Італія         | Відбір до ЧЄ 1968     | -    |            |
| 20/04/1968 | Неаполь         | Італія            | 2 – 0      | Болгарія       | Відбір до ЧЄ 1968     | -    |            |
| 05/06/1968 | Неаполь         | Італія            | 0 – 0 д.ч. | СРСР           | ЧЄ 1968 - півфінал    | -    |            |
| 23/10/1968 | Кардіфф         | Уельс             | 0 – 1      | Італія         | Відбір до ЧС 1970     | -    |            |
| 01/01/1969 | Мехіко          | Мексика           | 2 – 3      | Італія         | товариський матч      | -    |            |
| 29/03/1969 | Східний Берлін  | НДР               | 2 – 2      | Італія         | Відбір до ЧС 1970     | -    |            |
| 04/11/1969 | Рим             | Італія            | 4 – 1      | Уельс          | Відбір до ЧС 1970     | -    |            |
| 21/02/1970 | Мадрид          | Іспанія           | 2 – 2      | Італія         | товариський матч      | -    |            |
| 10/05/1970 | Лісабон         | Португалія        | 1 – 2      | Італія         | товариський матч      | -    |            |
| 11/06/1970 | Толука-де-Лердо | Італія            | 0 – 0      | Ізраїль        | ЧС 1970 - 1-й етап    | -    |            |
| 14/06/1970 | Толука-де-Лердо | Італія            | 4 – 1      | Мексика        | ЧС 1970 - чвертьфінал | 1    |            |
| 17/06/1970 | Мехіко          | Італія            | 4 – 3 д.ч. | ФРН            | ЧС 1970 - півфінал    | 1    |            |
| 21/06/1970 | Мехіко          | Бразилія          | 4 – 1      | Італія         | ЧС 1970 - Фінал       | -    | 2-ге місце |
| 31/10/1970 | Відень          | Австрія           | 1 – 2      | Італія         | Відбір до ЧЄ 1972     | -    |            |
| 20/02/1971 | Кальярі         | Італія            | 1 – 2      | Іспанія        | товариський матч      | -    |            |
| 25/09/1971 | Генуя           | Італія            | 2 – 0      | Мексика        | товариський матч      | -    |            |
| 09/10/1971 | Мілан           | Італія            | 3 – 0      | Швеція         | Відбір до ЧЄ 1972     | -    |            |
| 20/09/1972 | Турин           | Італія            | 3 – 1      | Югославія      | товариський матч      | -    |            |
| 07/10/1972 | Люксембург      | Люксембург        | 0 – 4      | Італія         | Відбір до ЧС 1974     | -    |            |
| 21/10/1972 | Берн            | Швейцарія         | 0 – 0      | Італія         | Відбір до ЧС 1974     | -    |            |
| 13/01/1973 | Неаполь         | Італія            | 0 – 0      | Туреччина      | Відбір до ЧС 1974     | -    |            |
| 31/03/1973 | Генуя           | Італія            | 5 – 0      | Люксембург     | Відбір до ЧС 1974     | 1    |            |
| 09/06/1973 | Рим             | Італія            | 2 – 0      | Бразилія       | товариський матч      | -    |            |
| 14/06/1973 | Турин           | Італія            | 2 – 0      | Англія         | товариський матч      | -    |            |
| 29/09/1973 | Мілан           | Італія            | 2 – 0      | Швеція         | товариський матч      | -    |            |
| 20/10/1973 | Рим             | Італія            | 2 – 0      | Швейцарія      | Відбір до ЧС 1974     | 1    |            |
| 14/11/1973 | Лондон          | Англія            | 0 – 1      | Італія         | товариський матч      | -    |            |
| 26/02/1974 | Рим             | Італія            | 0 – 0      | ФРН            | товариський матч      | -    |            |
| 08/06/1974 | Відень          | Австрія           | 0 – 0      | Італія         | товариський матч      | -    |            |
| 15/06/1974 | Мюнхен          | Італія            | 3 – 1      | Гаїті          | ЧС 1974 - 1-й етап    | 1    |            |
| 19/06/1974 | Штутгарт        | Італія            | 1 – 1      | Аргентина      | ЧС 1974 - 1-й етап    | -    |            |
| Усього     |                 | Матчів (26 місце) | 60         |                | Голів (19 місце)      | 14   |            |

## Титули та досягнення

### Командні
- Чемпіон Італії (3):

«Мілан»: 1961-62, 1967-68, 1978-79
- Володар Кубка Італії (4):

«Мілан»: 1966-67, 1971–72, 1972–73, 1976–77
- Володар Кубка європейських чемпіонів (2):

«Мілан»: 1962-63, 1968-69
- Володар Кубка Кубків УЄФА (2):

«Мілан»: 1967-68, 1972–73
- Володар Міжконтинентального кубка (1):

«Мілан»: 1969
- Чемпіон Європи (1):

 Італія: 1968
- Чемпіон Європи (U-18): 1958
- Віце-чемпіон світу: 1970

### Особисті
- Найкращий футболіст Європи:

1969
- Найкращий бомбардир Серії A (1):

1972-73
- Найкращий бомбардир Кубка Італії (2):

1966-67 (7)
1970-71 (7)